# Österreichische Fußball-Frauenmeisterschaft 2011/12
Die österreichische Fußball-Frauenmeisterschaft wurde 2011/12 zum 40. Mal nach der 35-jährigen Pause zwischen 1938 und 1972 ausgetragen. Die höchste Spielklasse ist die ÖFB-Frauenliga und wurde zum 7. Mal durchgeführt. Die zweithöchste Spielklasse (2. Liga), in genannter Saison als 33. Auflage, wurde in zwei regionale Ligen unterteilt, wobei die 2. Liga Mitte/West zum 3. Mal und die neukreierte 2. Liga Ost/Süd, die aus den Vereinen aus der 2. Liga Ost und der 2. Liga Süd besteht, durchgeführt wurde. Die Saison dauerte von Mitte August bis Mitte Juni.
Österreichischer Fußballmeister wurde zum 10. Mal in Folge SV Neulengbach. Die Meister der zweithöchsten Spielklasse wurden die 2. Damenauswahl vom FC Wacker Innsbruck (Mitte/West) und SKV Altenmarkt (Ost/Süd). Da der Heeres SV Wals, Zweiter der 2. Liga Mitte/West nicht antrat, war SKV Altenmarkt berechtigt, in der Saison 2012/13 in der ÖFB-Frauenliga zu spielen.

## Erste Leistungsstufe – ÖFB-Frauenliga

### Modus
In der Saison 2011/12 traten wie in vergangenen Jahren zehn Klubs in insgesamt 18 Runden gegeneinander an. Jedes Team spielte somit einmal zu Hause und auswärts gegen jedes andere Team.

### Saisonverlauf
In der ÖFB-Frauenliga wurden die Damen aus Neulengbach zum 10. Mal in Folge österreichischer Meister. Der Verein gewann die österreichische Meisterschaft mit 49 Punkten und einem Torverhältnis von plus 86 vor dem ASV Spratzern. Die Mannschaft des USG Ardagger/Neustadtl landete auf dem letzten Platz und muss in die 2. Liga absteigen. Der zweite Aufsteiger der letzten Saison, ASV Spratzern, wurde sensationell Zweiter. Neben der Meisterschaft gewann Neulengbach den ÖFB-Ladies-Cup der Saison 2011/12 mit 4:0 gegen FC Wacker Innsbruck.

### Abschlusstabelle
Die Meisterschaft endete mit folgendem Ergebnis:
| Pl.                            | Verein                    | Sp. | S  | U | N  | Tore    | Diff. | Punkte |
| ------------------------------ | ------------------------- | --- | -- | - | -- | ------- | ----- | ------ |
| 1.                             | SV Neulengbach (M, C)     | 18  | 16 | 1 | 1  | 098:120 | +86   | 49     |
| 2.                             | ASV Spratzern (RG)        | 18  | 13 | 3 | 2  | 051:130 | +38   | 42     |
| 3.                             | FC Wacker Innsbruck       | 18  | 12 | 2 | 4  | 057:320 | +25   | 38     |
| 4.                             | FC Südburgenland          | 18  | 10 | 2 | 6  | 047:330 | +14   | 32     |
| 5.                             | LUV Graz                  | 18  | 9  | 1 | 8  | 045:440 | +1    | 28     |
| 6.                             | USC Landhaus              | 18  | 9  | 0 | 9  | 040:410 | −1    | 27     |
| 7.                             | FC St. Veit/Glan          | 18  | 3  | 6 | 9  | 021:430 | −22   | 15     |
| 8.                             | Union Kleinmünchen        | 18  | 5  | 0 | 13 | 029:560 | −27   | 15     |
| 9.                             | SG FC Bergheim/USK Hof B1 | 18  | 4  | 1 | 13 | 030:750 | −45   | 13     |
| 10.                            | USG Ardagger/Neustadtl    | 18  | 0  | 2 | 16 | 009:780 | −69   | 02     |
| Stand: Endstand. Quelle: NOeFV |                           |     |    |   |    |         |       |        |

| (M)  | Österreichischer Fußball-Frauenmeister 2010/11 |
| (C)  | ÖFB-Ladies-Cup-Sieger 2010/11                  |
| (RG) | Gewinner der Relegation der Saison 2010/11     |

Qualifiziert über die Relegation
- 2. Liga Mitte/West – 2. Liga Ost/Süd: SKV Altenmarkt (Relegation zur ÖFB-Frauenliga)

### Torschützenliste
Die Torschützenkrone sicherte sich Nina Burger mit 28 Toren.
| Pl. | Nat.       | Spieler          | Verein         | Tore |
| --- | ---------- | ---------------- | -------------- | ---- |
| 01. | Osterreich | Nina Burger      | SV Neulengbach | 28   |
| 02. | Osterreich | Maria Gstöttner  | SV Neulengbach | 27   |
| 03. | Osterreich | Lisa Marie Makas | ASV Spratzern  | 22   |

## Zweite Leistungsstufe – 2. Liga
Die 2. Liga stellt die zweithöchste Leistungsgruppe im österreichischen Frauenfußball dar. Um die Kosten für die Vereine zu reduzieren, wird diese in zwei regionalen Gruppen ausgespielt: 2. Liga Mitte/West und 2. Liga Ost/Süd.
Die zweite Leistungsstufe bestand aus zwei Ligen, getrennt nach Regionen:
- 2. Liga Mitte/West mit den Vereinen aus Oberösterreich (OFV), Salzburg (SFV), Tirol (TFV) und Vorarlberg (VFV) und
- 2. Liga Ost/Süd mit den Vereine aus Burgenland (BFV), Kärnten (KFV), Niederösterreich (NÖFV), Steiermark (StFV) und Wien (WFV).

In der 2. Liga spielen in der Saison 2011/12 spielten insgesamt 17 Teams um den Aufstieg in die ÖFB-Frauenliga, fünf zweite Mannschaften von Vereinen waren nicht aufstiegsberechtigt.
Der allgemeine Modus sieht vor, dass in der jeweiligen Liga jedes Team gegeneinander antrat. Die Meister der beiden Ligen spielten in einer Relegation um den Aufstieg in die ÖFB Frauen-Bundesliga. Der Tabellenletzte der jeweiligen Liga stieg ab.

### 2. Liga Mitte/West

#### Modus
Die Liga bestand aus zehn Vereinen, die in zwei Durchgängen (Herbst und Frühjahr) insgesamt zweimal gegeneinander spielten. Nach diesen 18 Runden musste der Meister der Liga gegen den Meister der 2. Liga Ost/Süd in der Relegation antreten. Die letztplatzierte Mannschaft stieg hingegen in die jeweiligen Landesliga ab.

#### Saisonverlauf
Die 2. Liga Mitte/West begann am 21. August 2011 und endete am 3. Juli 2012 mit der 18. Runde. Das Auftaktspiel war das Match zwischen FC Lustenau und dem ASKÖ Dionysen/Traun. Meister wurde zwar FC Wacker Innsbruck II, für die Relegation qualifizierte sich Heeres SV Wals, da keine Amateurmannschaft in die ÖFB-Frauenliga aufsteigen darf.

#### Abschlusstabelle
Die Meisterschaft endete mit folgendem Ergebnis:
| Pl.                          | Verein                   | Sp. | S  | U | N  | Tore    | Diff. | Punkte |
| ---------------------------- | ------------------------ | --- | -- | - | -- | ------- | ----- | ------ |
| 1.                           | FC Wacker Innsbruck II   | 18  | 15 | 2 | 1  | 064:110 | +53   | 47     |
| 2.                           | Heeres SV Wals           | 18  | 12 | 1 | 5  | 050:220 | +28   | 37     |
| 3.                           | SV Garsten               | 18  | 10 | 4 | 4  | 057:340 | +23   | 34     |
| 4.                           | SV Taufkirchen/Pram (RG) | 18  | 10 | 3 | 5  | 038:240 | +14   | 33     |
| 5.                           | ASKÖ Dionysen/Traun      | 18  | 7  | 3 | 8  | 042:370 | +5    | 24     |
| 6.                           | Union Geretsberg         | 18  | 7  | 3 | 8  | 043:410 | +2    | 24     |
| 7.                           | FC Lustenau              | 18  | 7  | 2 | 9  | 029:350 | −6    | 23     |
| 8.                           | FC Wels Ladies           | 18  | 4  | 3 | 11 | 018:420 | −24   | 15     |
| 9.                           | Union Kleinmünchen II    | 18  | 4  | 0 | 14 | 023:740 | −51   | 12     |
| 10.                          | LASK Ladies              | 18  | 3  | 1 | 14 | 032:760 | −44   | 10     |
| Stand: Endstand. Quelle: OFV |                          |     |    |   |    |         |       |        |

| (RG) | Gewinner der Relegation der Saison 2010/11 |

Qualifiziert über die Relegation
- Landesliga Kärnten – Landesliga Oberösterreich – Landesliga Steiermark: Sportunion Wolfern (Relegation zur 2. Liga Mitte/West)

Aufsteiger
- Vorarlberg: RW Rankweil

### 2. Liga Ost/Süd

#### Modus
Die Liga bestand aus zehn Vereinen, die in zwei Durchgängen (Herbst und Frühjahr) insgesamt zweimal gegeneinander spielten. Nach diesen 18 Runden musste der Meister der Liga gegen den Meister der 2. Liga Ost/Süd in der Relegation antreten. Die letztplatzierte Mannschaft stieg hingegen in die jeweiligen Landesliga ab.

#### Saisonverlauf
Die 2. Liga Ost begann am 6. August 2011 und endete am 2. Juni 2012 mit der insgesamt 22. Runde. Das Auftaktspiel war das Match zwischen der Spielgemeinschaft SG 1. DFC Leoben/GAK und dem SV Neulengbach II. Meister wurde der SKV Altenmarkt, der für die Relegation qualifizierte. Da der USG Ardagger/Neustadtl von der ÖFB-Frauenliga in die Landesliga abstieg, verblieb der ASK Baumgarten in der 2. Liga Ost/Süd.

#### Abschlusstabelle
Die Meisterschaft endete mit folgendem Ergebnis:
| Pl.                            | Verein                                       | Sp. | S  | U | N  | Tore    | Diff. | Punkte |
| ------------------------------ | -------------------------------------------- | --- | -- | - | -- | ------- | ----- | ------ |
| 1.                             | SKV Altenmarkt                               | 22  | 20 | 2 | 0  | 112:290 | +83   | 62     |
| 2.                             | SV Neulengbach II                            | 22  | 17 | 2 | 3  | 084:190 | +65   | 53     |
| 3.                             | SC/ESV Parndorf (RV)                         | 22  | 15 | 2 | 5  | 067:380 | +29   | 47     |
| 4.                             | SG SK Sturm Graz Damen/FC Stattegg 2LOS1 (A) | 22  | 13 | 4 | 5  | 062:320 | +30   | 43     |
| 5.                             | SG 1. DFC Leoben/GAK 2LOS2                   | 22  | 10 | 3 | 9  | 038:300 | +8    | 33     |
| 6.                             | SV Gloggnitz                                 | 22  | 8  | 4 | 10 | 047:400 | +7    | 28     |
| 7.                             | USC Landhaus II                              | 22  | 8  | 4 | 10 | 043:430 | ±0    | 28     |
| 8.                             | ASK Erlaa                                    | 22  | 8  | 3 | 11 | 041:500 | −9    | 27     |
| 9.                             | SV Horn                                      | 22  | 7  | 3 | 12 | 043:740 | −31   | 24     |
| 10.                            | ASV Hornstein                                | 22  | 4  | 6 | 12 | 014:560 | −42   | 18     |
| 11.                            | FC Südburgenland II                          | 22  | 4  | 0 | 18 | 021:830 | −62   | 12     |
| 12.                            | ASK Baumgarten (RG)                          | 22  | 0  | 3 | 19 | 017:950 | −78   | 03     |
| Stand: Endstand. Quelle: NOeFV |                                              |     |    |   |    |         |       |        |

| (A)  | Absteiger aus der ÖFB-Frauenliga der Saison 2010/11 |
| (RV) | Verlierer der Relegation der Saison 2010/11         |
| (RG) | Gewinner der Relegation der Saison 2010/11          |

Qualifiziert über die Relegation
- Vertreter Burgenland – Landesliga Niederösterreich – Landesliga Wien: ASV Spratzern II (Relegation zur 2. Liga Ost/Süd)

## Relegation

### Relegation zur ÖFB-Frauenliga
Für die Relegation wäre Heeres SV Wals und SKV Altenmarkt qualifiziert. Doch es wurde keine Relegation gespielt, da Heeres SV Wals zum Spiel nicht antrat und so SKV Altenmarkt die Saison 2012/2013 in der ÖFB-Frauenliga spielt.

### Relegation zur 2. Liga Mitte/West
Landesliga Mitte-Region
Es gab ein Relegationsturnier um den Aufstieg in die 2. Liga Mitte/West für die Saison 2012/13, in dem die Meisterinnen aus Kärnten, Oberösterreich und Steiermark gegeneinander in drei Spiele antraten. Die erstplatzierte Mannschaft steigt in die 2. Liga Mitte/West auf, die anderen bleiben in der jeweiligen Landesliga. Die Tabelle des Miniturniers ergab folgendes Ergebnis.
| Datum              |                      | Ergebnis  |                      |
| ------------------ | -------------------- | --------- | -------------------- |
| 9. 6. 2012, 15:00  | Sportunion Wolfern   | 2:0 (1:0) | SC St. Ruprecht/Raab |
| 16. 6. 2012, 16:00 | SC St. Ruprecht/Raab | 5:4 (1:1) | FC Feldkirchen       |
| 23. 6. 2012, 16:00 | FC Feldkirchen       | 1:0 (1:0) | Sportunion Wolfern   |

Relegationstabelle
| Pl.             | Verein                      | Sp. | S | U | N | Tore    | Diff. | Punkte |
| --------------- | --------------------------- | --- | - | - | - | ------- | ----- | ------ |
| 1.              | Sportunion Wolfern (LLOÖ)   | 2   | 1 | 0 | 1 | 002:100 | +1    | 03     |
| 2.              | FC Feldkirchen (LLK)        | 2   | 1 | 0 | 1 | 005:500 | ±0    | 03     |
| 3.              | SC St. Ruprecht/Raab (LLSt) | 2   | 1 | 0 | 1 | 005:600 | −1    | 03     |
| Stand: Endstand |                             |     |   |   |   |         |       |        |

| Legende: (LLK): Kärnten, (LLOÖ): Oberösterreich, (LLSt): Steiermark |

Landesliga West-Region
In der West-Region wurde keine Relegation ausgespielt.

### Relegation zur 2. Liga Ost/Süd
Landesliga Ost-Region
Es gab ein Relegationsturnier um den Aufstieg in die 2. Liga Ost/Süd für die Saison 2012/13, in dem die Meisterinnen aus Burgenland, Niederösterreich und Wien gegeneinander in drei Spiele antraten. Die erstplatzierte Mannschaft steigt in die 2. Liga Ost/Süd auf, die anderen bleiben in der jeweiligen Landesliga. Die Tabelle des Miniturniers ergab folgendes Ergebnis.
| Datum              |                  | Ergebnis   |                  |
| ------------------ | ---------------- | ---------- | ---------------- |
| 8. 6. 2012, 20:00  | FC Mönchhof      | 0:3 (0:2)  | FC Altera Porta  |
| 16. 6. 2012, 16:00 | ASV Spratzern II | 16:0 (8:0) | FC Mönchhof      |
| 23. 6. 2012, 18:00 | FC Altera Porta  | 0:5 (0:3)  | ASV Spratzern II |

Relegationstabelle
| Pl.             | Verein                  | Sp. | S | U | N | Tore    | Diff. | Punkte |
| --------------- | ----------------------- | --- | - | - | - | ------- | ----- | ------ |
| 1.              | ASV Spratzern II (LLNÖ) | 2   | 2 | 0 | 0 | 021:000 | +21   | 06     |
| 2.              | FC Altera Porta (LLW)   | 2   | 1 | 0 | 1 | 003:500 | −2    | 03     |
| 3.              | FC Mönchhof (LLB)       | 2   | 0 | 0 | 2 | 000:190 | −19   | 0      |
| Stand: Endstand |                         |     |   |   |   |         |       |        |

| Legende: (LLB): Burgenland, (LLNÖ): Niederösterreich, (LLW): Wien |

Landesliga Süd-Region
In der Süd-Region wurde keine Relegation ausgespielt.